# Catostomus microps
Catostomus microps е вид лъчеперка от семейство Catostomidae. Видът е почти застрашен от изчезване.

## Разпространение
Разпространен е в САЩ.

## Описание
На дължина достигат до 34 cm.
Продължителността им на живот е около 18 години.